# Esano-2,5-dione
L'esano-2,5-dione è un dichetone alifatico. È un metabolita neurotossico dell'esano e del 2-esanone.